# Maria Christina von Bourbon-Sizilien

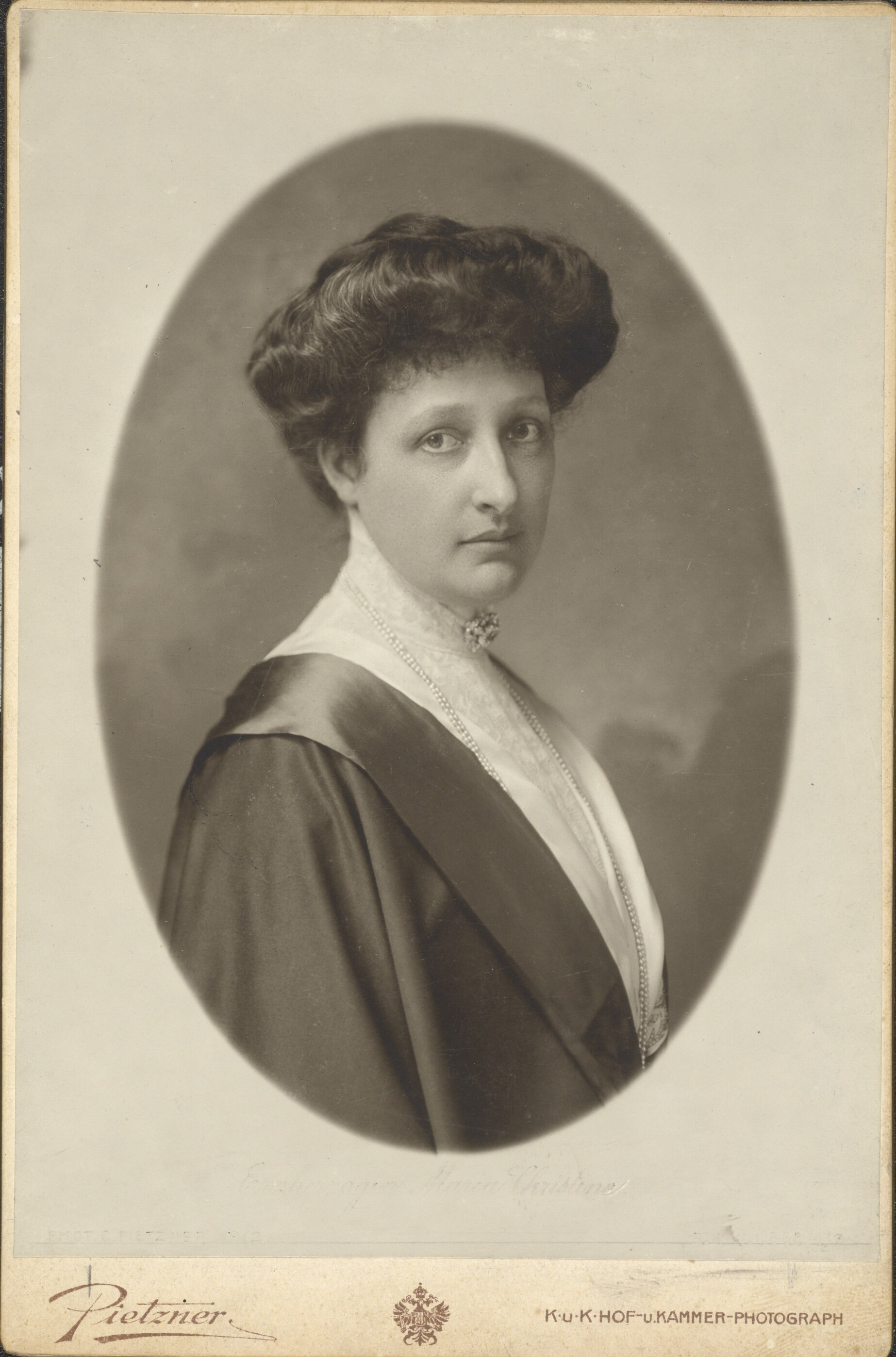
Maria Christina von Bourbon-Sizilien

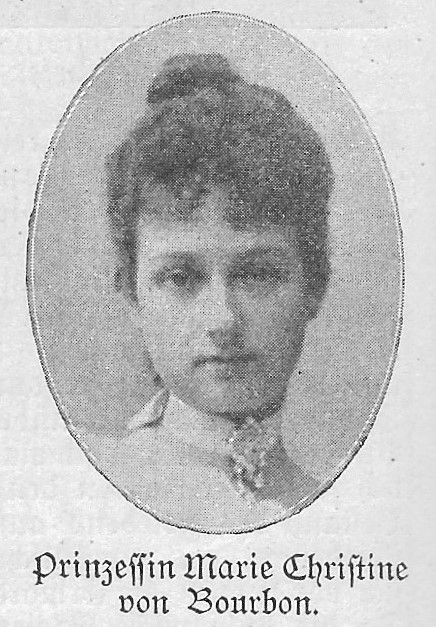
Marie von Österreich-Toskana

Prinzessin Maria Christina von Bourbon-Sizilien, vollständiger Name Maria Christina Carolina Pia Carmela Giuseppa Antonia Anna Luitgarda Speranza Lucia Caterina Apollonia Cecilia Agata; (* 10. April 1877 in Cannes; † 4. Oktober 1947 in St. Gilgen) war vom 28. Februar 1942 bis zum 4. Oktober 1947 titulare Großherzogin der Toskana.

## Leben
Maria Christina war eine Tochter von Alfonso Maria di Borbone, Prinz von Bourbon und Neapel-Sizilien und Maria Antonietta di Borbone, Prinzessin von Bourbon-Sizilien. Sie ehelichte am 8. November 1900 in Cannes den Erzherzog Peter Ferdinand von Österreich-Toskana, einen Sohn des vormaligen Großherzogs Ferdinand IV. von Toskana und seiner Gattin Prinzessin Alicia von Bourbon-Parma. Aus dieser Ehe gingen vier Kinder hervor.
Nach dem Ende des Ersten Weltkriegs 1918 ging die Familie ins Exil in die Schweiz, kehrte aber während der Ära von Schuschnigg nach Österreich zurück. Maria Christina starb am 4. Oktober 1947 im Alter von 70 Jahren in St. Gilgen, Österreich.

## Nachkommen
- Gottfried (1902–1984)
- Helene (1903–1924) ⚭ 1923 Philipp Albrecht Herzog von Württemberg
- Georg (1905–1952)
- Rosa (1906–1983) ⚭ 1928 Philipp Albrecht Herzog von Württemberg